# Blanche (gruppo musicale)
I Blanche sono un gruppo alternative country statunitense formatosi nel 2002 a Detroit, Michigan.
Componenti fondatori sono stati Dan Miller, in precedenza membro dei Goober & the Peas, sua moglie Tracee, il multistrumentista Dave Feeny, Lisa "Jaybird" Jannon alla batteria e Patch Boyle al banjo. Furono scoperti dalla V2 Records che ripubblicò il loro primo album If We Can't Trust the Doctors.
Il gruppo si mise al lavoro per un secondo album, ma la casa discografica chiuse il loro contratto. Dovettero aspettare fino al 2007 per la pubblicazione avvenuta nel Regno Unito per la Loose Music; negli Stati Uniti fu reso disponibile solo in download digitale.

## Formazione
- Dan Miller - chitarra, voce principale
- Tracee Mae Miller basso, voce secondaria, batteria (in "Someday")
- Dave Feeny - steel guitar con pedali, corno, voce secondaria
- Lisa "Jaybird" Jannon - batteria, chitarra (in "Someday")
- "Little" Jack Lawrence - banjo, autoharp, voce secondaria

## Discografia

### Album studio
- 2004 - If We Can't Trust the Doctors... (V2 Records)
- 2007 - Little Amber Bottles (Loose Music)

### Singoli
- 2003 - Who's to Say (Cass Records)

### EP
- 2003 - America's Newest Hitmakers (Cass Records, Loose)
- 2006 - What This Town Needs (Loose)